# Эолиан-холл
Эолиан-холл (англ. Aeolian Hall) — концертный зал в Нью-Йорке, на 43-й улице Манхэттена, действовавший в 1912—1927 гг. в здании Эолиан-билдинг — штаб-квартире компании Aeolian Company, производившей музыкальные инструменты. Первоначальная вместимость 1800 слушателей. Размещался на первых двух этажах здания, фойе концертного зала использовалось для демонстрации инструментов производства Aeolian Company — прежде всего, пианол.

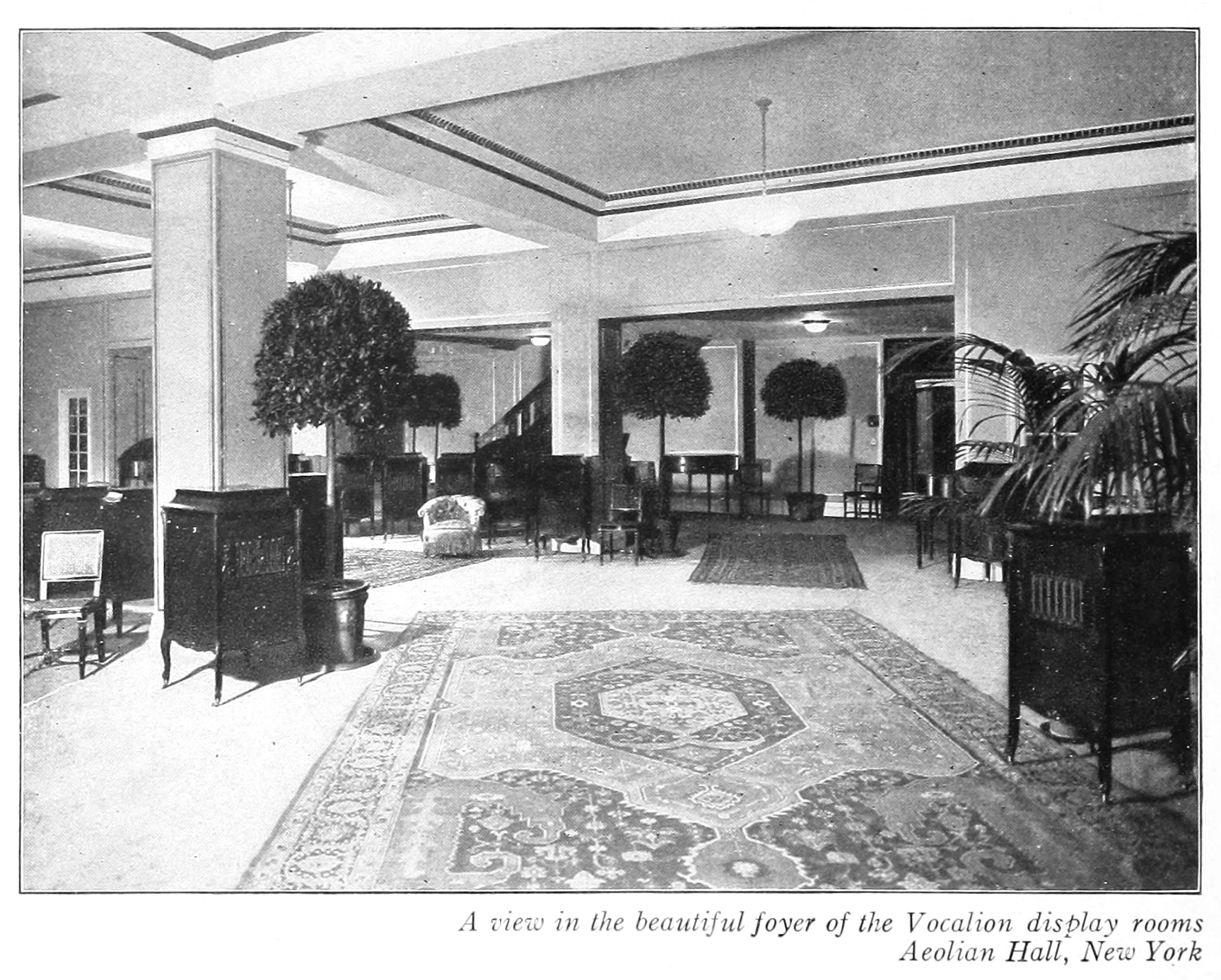
Пианолы в фойе Эолиан-холла (1916)

Открылся 2 ноября 1912 года концертом австрийского пианиста Готфрида Гальстона; «Нью-Йорк Таймс» высоко оценила акустику нового зала и его общую уютность, посетовав, однако, на стилистическую и красочную разнородность архитектурного решения (англ. a strange mixture of styles and colors). Официальным открытием зала, однако, в дальнейшем считался концерт Нью-Йоркского симфонического оркестра под управлением Вальтера Дамроша, состоявшийся 8 ноября. Эолиан-холл до 1924 года был одной из постоянных площадок оркестра, однако в первую очередь зал был предназначен для камерных концертов; в течение десяти сезонов здесь проводило свои концерты Нью-йоркское общество камерной музыки. В разные годы здесь выступали квартет Кнайзеля, Ферруччо Бузони, Йозеф Гофман, Игнаций Падеревский, Надежда Плевицкая, Сергей Прокофьев, Сергей Рахманинов, Игорь Стравинский, Яша Хейфец, Миша Эльман. Наиболее значительным событием в истории зала стала состоявшаяся здесь 12 февраля 1924 года мировая премьера Рапсодии в стиле блюз Джорджа Гершвина, в рамках программы оркестра Пола Уайтмена «Эксперимент в современной музыке» (англ. An Experiment in Modern Music).
В годы Первой мировой войны зал также использовался для публичных выступлений политиков. 27 января 1916 года здесь на конференции религиозных деятелей различных деноминаций выступил с речью о необходимости мира президент Вудро Вильсон. В 1917 году Эрнест Шеклтон выступил в Эолиан-холле с лекцией о неудаче предпринятой им Имперской трансантарктической экспедиции.
Будущее Эолиан-холла стало проблематичным после того, как в 1924 году Aeolian Company продала здание торговцу табачными изделиями Дэвиду Альберту Шульте (который, впрочем, немедленно перепродал его дальше). 1 мая 1927 года Эолиан-холл был официально закрыт, помещения демонтированы, на его месте открылся магазин.